# 奥拉西奥·洛佩斯·萨尔加多
奥拉西奥·洛佩斯·萨尔加多（西班牙語：Horacio López Salgado，1948年9月15日—），墨西哥男子足球运动员，司职前锋。他曾代表墨西哥国家队参加1970年国际足联世界杯，结果队伍止步八强赛。